# Pusiano
Pusiano ist eine norditalienische Gemeinde (comune) in der Provinz Como in der Lombardei.

## Lage und Einwohner
Die Gemeinde liegt 17 Kilometer östlich von der Provinzhauptstadt Como am nördlichen Ufer des Lago di Pusiano. Sie grenzt an die Provinz Lecco und ist Teil des Parco regionale della Valle del Lambro. Pusiano gehört zur Comunità Montana Triangolo Lariano und hat 1310 Einwohner (Stand 31. Dezember 2023).
Die Nachbargemeinden sind Canzo, Cesana Brianza (LC) und Eupilio.

## Verkehr
Durch die Gemeinde führt die Strada Statale 639 dei Laghi di Pusiano e di Garlate von Tavernerio nach Cisano Bergamasco.

## Gemeindepartnerschaften
- Magyarszék, Ungarn
- Four, Département Isère, seit 2013

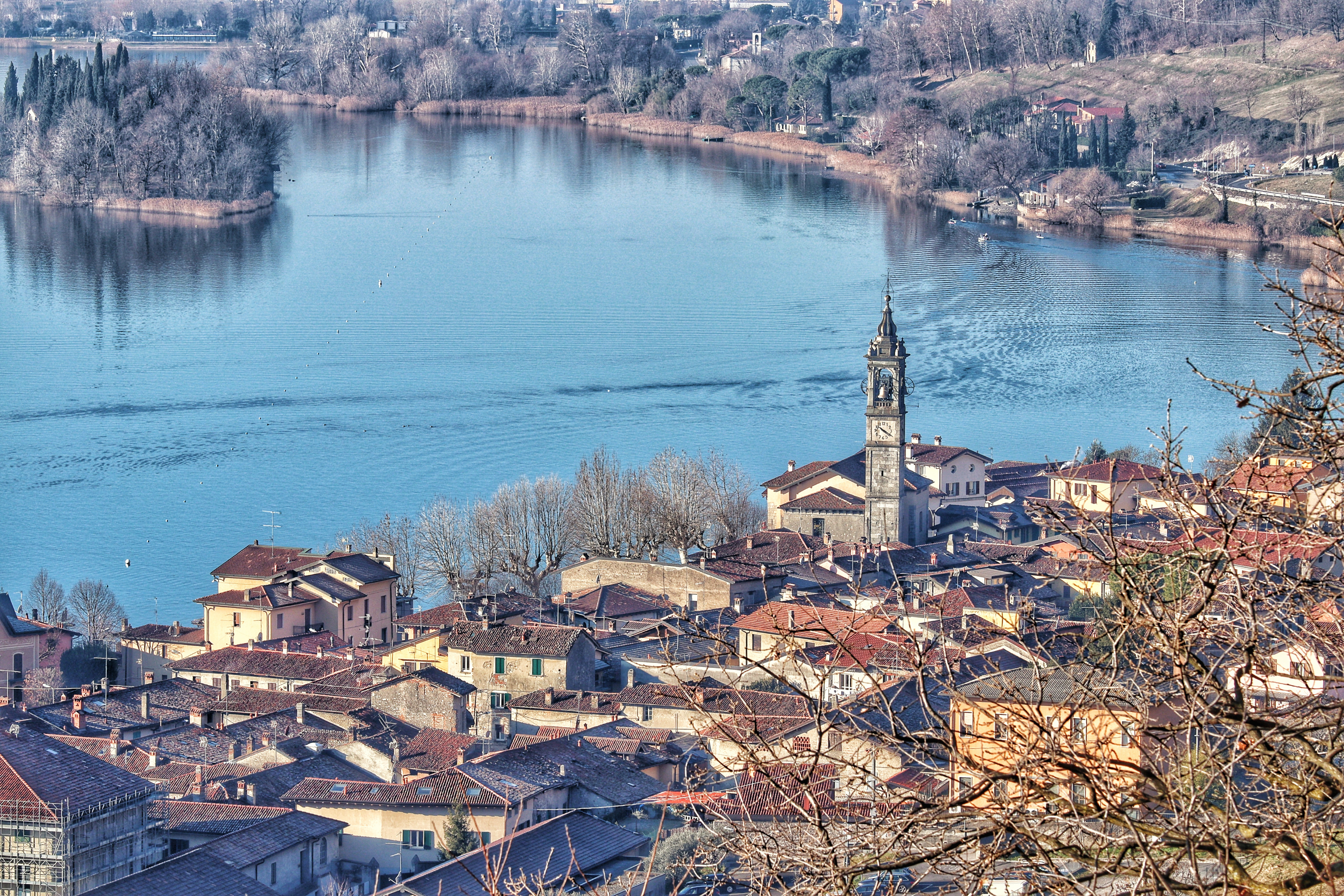
Pusiano mit der Kirche „Nativitá di Maria“

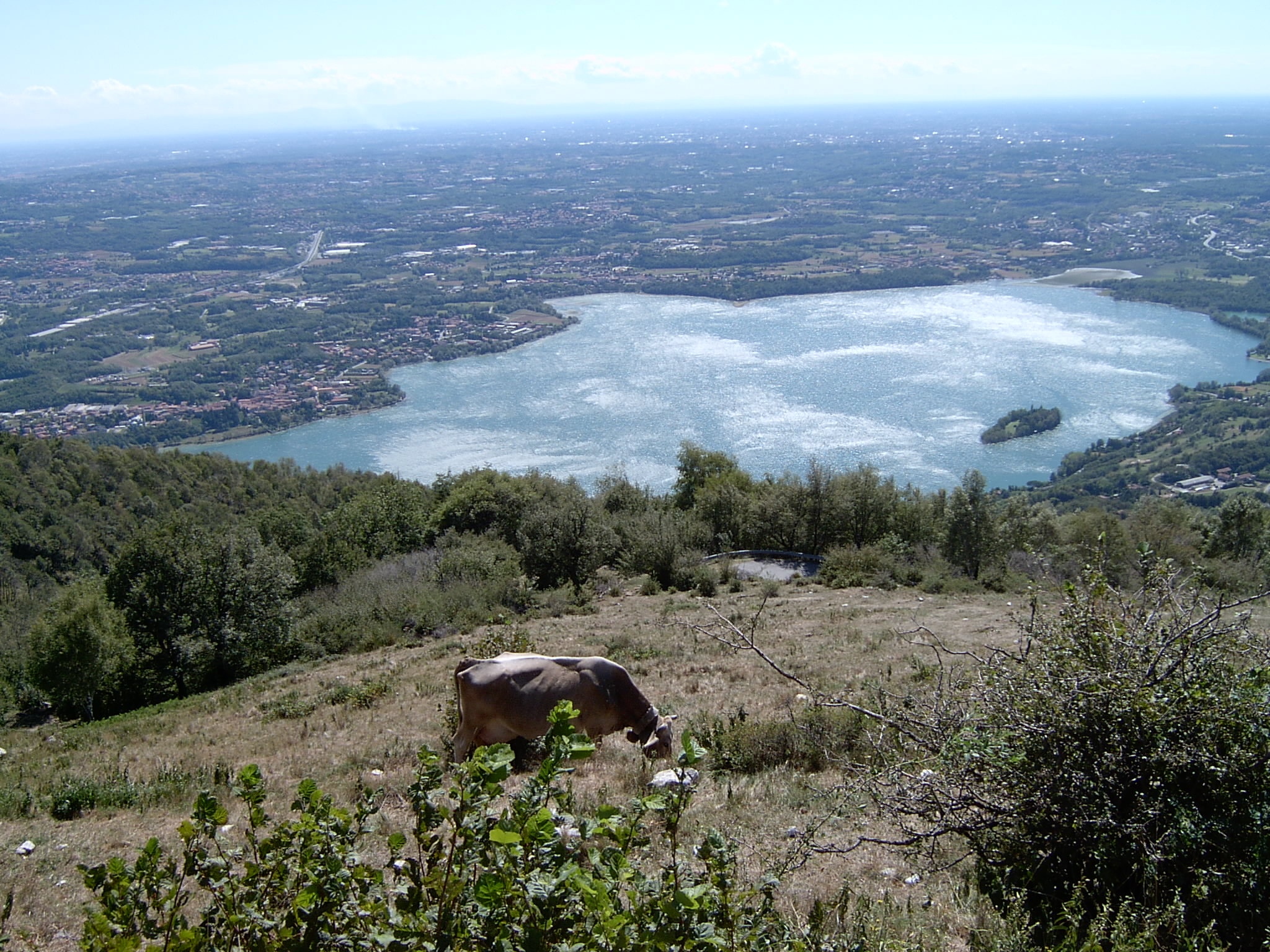
Pusianosee

## Sehenswürdigkeiten
- Pfarrkirche Natività di Maria (1615)[2]
- Wallfahrtskirche Madonna della Neve (1570)[3]
- Kirche Santi Francesco e Domenico (18. Jahrhundert)[4]
- Palazzo Beauharnais (15. Jahrhundert)[5]

## Persönlichkeiten
- Gottardo Segantini (1882–1974), Schweizer bildender Künstler und Kunstschriftsteller, hier geboren
- Giancarlo Molteni, Lokalhistoriker, Autor des Buchs Il Giardino della Santa Parola – I Segreti di Angela e Teresa Isacchi.